# Idioma dení
El dení (también deni o dani) es una lengua arauana hablada en Brasil. El dení es muy similar a otras lenguas arauanas, especialmente al idioma jamamadi.